# 실연클럽
"실연클럽"은 1987년에 개봉한 대한민국의 영화이다.

## 캐스팅
- 민규
- 변우민
- 신미아
- 박선정
- 하재영
- 조주미
- 임동진